# Sialingan
Sialingan is een bestuurslaag in het regentschap Muara Enim van de provincie Zuid-Sumatra, Indonesië. Sialingan telt 1535 inwoners (volkstelling 2010).